# Jolyn Beer
Jolyn Beer (* 26. Mai 1994 in Goslar) ist eine deutsche Sportschützin.

## Leben
Beer ist Mitglied im SV Lochtum des Goslarer Stadtteils Lochtum in Niedersachsen und startet für die SB Freiheit des Osteroder Ortsteils Freiheit. Bei der Bundeswehr ist Beer als Hauptgefreite tätig.
In der Saison 2017/2018 gelang ihr mit der Schützenbrüderschaft Freiheit e. V. der Gewinn der 1. Bundesliga Luftgewehr. 2018 gewann sie bei den Weltmeisterschaften in Changwon, Südkorea, die Goldmedaille in 50 m Mannschaftsschießen mit dem Kleinkalibergewehr im Dreistellungskampf, sowie die Goldmedaille in derselben Disziplin im 300 m Mannschaftsschießen und die Goldmedaille im 300 m Mannschaftsschießen mit dem Kleinkaliber im Liegendanschlag. Im Einzelwettbewerb gewann sie die Silbermedaille im Großkaliber-Dreistellungskampf.
Bei den Olympischen Sommerspielen 2020 in Tokio erreichte Beer den sechsten Platz. Ein großer Erfolg war der Weltmeistertitel im Liegendschießen 2022 in Kairo, Ägypten. Eine zweite Goldmedaille erlangte sie im Dreistellungskampf, Bronze kam im Liegend mixed mit Maximilian Dallinger hinzu.
Beer wohnt in der Nähe von Hannover.